# ジュール・ミシュレ (装甲巡洋艦)
| 写真はフランス極東艦隊時代のジュール・ミシュレ | |
| 艦歴                                           | |
| 発注                                           | ロリアン海軍造船所 |
| 起工                                           | 1904年6月 |
| 進水                                           | 1905年8月 |
| 就役                                           | 1908年11月 |
| 退役                                           | |
| その後                                         | 標的艦として雷撃処分。 |
| 除籍                                           | 1937年 |
| 前級                                           | レオン・ガンベッタ級 |
| 次級                                           | エルネスト・ルナン |
| 性能諸元                                       | |
| 排水量                                         | 常備：13,105トン |
| 全長                                           | 146.53m -m(水線長) |
| 全幅                                           | 21.41m |
| 吃水                                           | 8.41m |
| 機関                                           | ギョ・ド・タンブル式石炭・重油混焼水管缶28基+直立型三段膨張式四気筒レシプロ機関3基3軸 |
| 最大出力                                       | 30.000hp |
| 最大速力                                       | 22.5ノット（公試時：23.2ノット） |
| 航続距離                                       | -ノット/-海里（石炭：2,070トン、重油：不明） |
| 乗員                                           | 824名 |
| 兵装                                           | Model 1902 19.4cm（50口径）連装速射砲2基 Model 1893-96 16.3cm（45口径）単装速射砲12基 Model 1902 47mm（43口径）単装機砲24基（1918年：16基） （1916年：4.7cm（43口径）単装高角砲4基） Model 1904 45cm水中魚雷発射管単装2基 |
| 装甲                                           | 舷側：90～170mm（水線面主装甲） 甲板：45mm（水平面）、65mm（傾斜部） 主砲塔：200mm（最厚部） 副砲塔：130～165mm 副砲ケースメイト：140mm（最厚部） 司令塔：200mm（最厚部）                                                 |

ジュール・ミシュレ (Jules Michelet) はフランス海軍の装甲巡洋艦。本艦はレオン・ガンベッタ級の改良型として1902年年度計画で整備された艦で設計は名造船士官エミール・ベルタン。主砲を新型の1902年型19.4cm速射砲に更新し、機関を新型に換えて速力23ノットの高速艦として設計されたが、代償として副砲の16.3cm砲の門数が前級の16門から12門に減少したのが特徴である。なお、艦名は歴史家のジュール・ミシュレに因む。

## 艦形

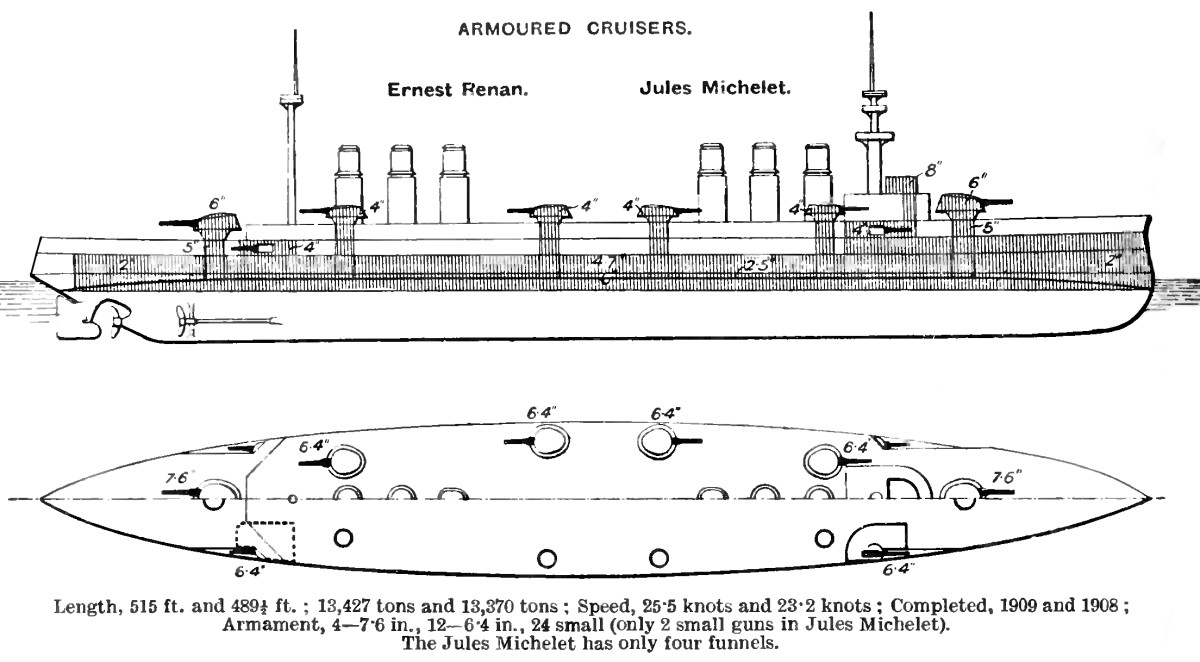
本艦の兵装配置を示した参考図。図は次級のエルネスト・ルナン級の物だが兵装配置は同じ。

船体形状は前型と同じく高い乾舷を持つ長船首楼型船体で外洋での凌波性は良好であった。艦首から前向きに19.4cm連装主砲塔1基を配置、艦橋構造は前級よりやや低い箱型とし、その上に初期のものより簡素化されたミリタリー・マストが立つ。ミリタリー・マストの中部に探照灯台が配置された見張り所を持つ。
艦橋の背後に4本の煙突が立っているが、この頃のフランス大型艦はボイラー室を前後に振り分けた缶室分離配置を採っているために煙突の2番煙突と3番煙突の間は広く取られており、間に四角形の通風筒が立っている。
煙突の周囲は艦載艇置き場となっており、1番煙突の2番煙突の両側に艦載艇用の揚収クレーンとしてとグース・ネック（鴨の首）型クレーンが1番煙突と2番煙突の間に左右1基ずつと2番煙突と3番煙突の間の左右に1基ずつで計4基で運用された。4番煙突から後ろに箱型の後部艦橋を基部とする簡便な単脚式の後檣が立ち、後部甲板上に後ろ向きに19.4cm連装主砲塔1基が載る。副砲は16.3cm副砲12門のうち8基が単装式砲塔に収められ、舷側甲板上に等間隔に片舷4基ずつ計8基が配置され、残りは舷側ケースメイト配置で前後の艦橋の両脇に片舷2基ずつ計4基が配置された。この武装配置により前後方向に最大で19.4cm砲2門と16.3cm砲6門が指向でき、左右舷側方向に19.4cm砲4門と16.3cm砲6門が指向できた。

## 参考図書
- 「世界の艦船増刊第50集　フランス巡洋艦史」(海人社)